# Stephan Sarkotić von Lovćen

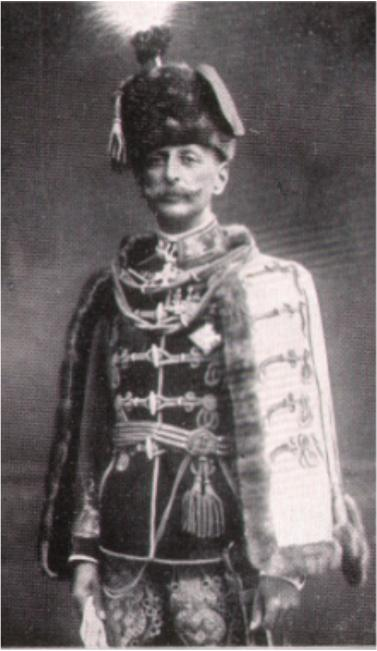
1906-ban

Stephan Sarkotić von Lovćen vagy Stjepan barun Sarkotić Lovćenski (Sinac, 1858. október 4. – Bécs, 1939. október 16.)  az Osztrák–Magyar Monarchia Császári és Királyi Hadseregének horvát származású vezérezredese, Bosznia-Hercegovina területi kormányzója, Dalmácia és Montenegró katonai kormányzója az első világháború alatt.

## Pályafutása
Horvát katona családban született. Apja a 2. otocsáni határőrezred tisztje volt. 1879-ben a Theresianum Katonai Akadémia elvégzése után Sarkotićot az akkor Trebinjében állomásozó 16. gyalogezredhez küldték Bosznia-Hercegovinába. Három és fél évig tiszthelyettesként teljesített szolgálatot, 1882-ben részt vett Boszniában és Krivošijében a felkelés felszámolásában. Visszatért Bécsbe, elvégezte a Tisztképző Akadémiát, majd Mostarba helyezték az 1. hegyi dandár parancsnokságához. Három évet töltött ismét Bécsben a dandárparancsnokságon, századossá léptették elő, és hadtestparancsnoksághoz osztották be 1889-ben.
A vezérkar felderítőjeként információkat gyűjtött szerbiai, bulgáriai, macedóniai utazásai során. Kazanyi küldetése alatt oroszul tanult. Visszatérése után csapatszolgálatot teljesített egy éven keresztül. Az őrnaggyá előléptetett Sarkotić az eszéki 7. gyaloghadtest parancsnoka volt négy évig, majd alezredesi rangban  Prágába került. 1900 és 1903 között Pólában volt hadtestparancsnok, közben 1901.június 11-én ezredesi rangot kapott. 1903-tól 1907-ig a nagyszebeni 12. hadtest parancsnokaként működött, 1907-ben a linzi 5. gyalogdandár élére került és vezérőrnaggyá léptették elő. Egy évet töltött a 88. császárvadász dandárnál, majd 1910-ben kinevezték a 44. Landwehr-hadosztály parancsnokává. 1911 novemberében altábornagy lett, majd a 42. honvéd gyalogdandár parancsnoka.
Bár a Szerbia elleni első támadás meghiúsult 1914 augusztusában, Sarkotić sikeresen vezette gyalogdandárját, s ezért I. Ferenc József császártól megkapta a Vaskorona-rend II. osztályú lovagja kitüntetést és tábornoki rangra emelték.
1915. január 1-jén a nyugdíjazott Oskar Potiorek helyére Sarkotićot nevezte ki a császár Bosznia-Hercegovina katonai parancsnokává és tartományi kormányzójává. Sarkotić határozottan ellenezte egy egyesült délszláv állam létrehozását, a Dalmát Királyság és Horvát-Szlavónország egyesítését támogatta. Kormányzóként számos elnyomó intézkedést hozott. Betiltotta a cirill ábécét, csak az ortodox egyház használhatta. Szigorúan cenzúrázták a sajtót és a levelezést. 1915. november 3. és 1916. március 14. között 151 embert vádoltak a Banja Luka-i hazaárulási perben azzal, hogy esetleg közük lehetett a szarajevói merénylethez, illetve hogy a Fekete Kéz titkos szervezettel álltak kapcsolatban vagy akár a tagságához is tartoztak. 91 személyt ítéltek börtönbüntetésre, a császár a három halálra ítéltnek megkegyelmezett.
1916. január 8-án Sarkotić megindította a támadást Montenegró ellen a Kotori-öbölből, ahol a Császári és Királyi Haditengerészet hajói fedezték az offenzívát. 11-én elfoglalták a Lovćen-hegyet, ahol francia segítséggel erődítményt építettek a montenegróiak. 16-án Cetinje is elesett. A Lovćen elfoglalásáért megkapta a Lipót-rendet, és a Magyar Királyság Minisztertanácsa 18. ülésén 1916. november 21-én javasolta, hogy Sarkotić magyar bárói méltóságot kapjon. 1917 elején, amikor bárói rangra emelték, felvette a von Lovćen nevet. 1917. november 17-én vezérezredessé nevezték ki.
A Monarchia összeomlása után befejeződött katonai és politikai karrierje. 1918. november 1-jén lemondott kormányzói tisztségéről és átadta hivatalát a Nemzeti Tanácsnak. November 6-án elhagyta Szarajevót, de Bródban feltartóztatták, és Zágrábba internálták. November 18-án tudomására hozták, hogy a béketárgyalások befejeződéséig kell fogságban maradnia, ugyanakkor engedélyeztek számára egy hónap szabadságot. Bécsbe utazott, és kérvényezte, hogy ne kelljen december 15-én Zágrábban megjelennie. Megkapta az engedélyt, Bécsben telepedett le, és kegynyugdíjban részesült.
Szerbellenes, legitimista horvát katonatisztek és horvát emigránsok csoportjának, a Horvát Bizottságnak (Hrvatski komitet) lett központi alakja. És minél jobban elnyomták a szerbek a horvátokat, annál többen keresték fel őt bécsi házában. 1929-ben Ante Pavelić vette át a bizottság vezetését. Sarkotić számos cikket írt elsősorban a Reichspostba a horvát kérdésről, és a független Horvátország létrehozását támogatta. Az európai országok politikájában csalódott. 1939-ben hunyt el Bécsben.

## Kapcsolódó szócikk
- Első világháború